# Colomascirtus charazani
Espèce
Statut de conservation UICN

 EN B1ab(iii) : En danger
Synonymes
- Hyla charazani Vellard, 1970
- Hyloscirtus charazani Faivovich, Haddad, Garcia, Frost, Campbell, and Wheeler, 2005

Colomascirtus charazani est une espèce d'amphibiens de la famille des Hylidae.

## Répartition
Cette espèce est endémique de Bolivie. Elle se rencontre entre 2 700 et 3 200 m d'altitude sur le versant oriental de la cordillère des Andes à Charazani dans la province de Bautista Saavedra du département de La Paz,.

## Étymologie
Son nom d'espèce lui a été donné en référence à son lieu de découverte, Charazani.

## Publication originale
- Vellard, 1970 : Contribución al estudio de los batracios andinos. Revista del Museo Argentino de cienicas Naturales "Bernardino Rivadavia" e Instituto Nacional de Investigacion de las Ciencias Naturales Zoologia, vol. 10, no 1, p. 1–21.